# Roman Michajłowicz Stary
Roman I Michajłowicz Stary (ros. Роман Михайлович Старый, zm. 1288) – książę brański, wielki książę czernihowski.
Był synem księcia czernihowskiego Michała I Wsiewołodowicza Świętego i Heleny Romanówny Galickiej. Po śmierci Michała Wsiewołodowicza księstwo czernihowskie zostało podzielone na kilka dzielnic. Książę Roman Stary w 1246 r. przeniósł siedzibę księstwa czernihowskiego do Briańska.
Miał trzech synów: Michała, Olega, Dymitra.